# Brief Encounter
Brief Encounter (bra: Desencanto; prt: Breve Encontro) é um filme britânico de 1945, dirigido por David Lean.
O elenco tem Celia Johnson e Trevor Howard. O roteiro é do próprio Lean, Ronald Neame e Noël Coward, e baseia-se na sua peça de teatro de 1936 Still Life, de Coward.

## Sinopse
Uma simples dona de casa, casada e com filhos chamada Laura (Celia Johnson) conhece por acaso numa estação de trem que ela frequenta diariamente um médico chamado Alec (Trevor Howard) que assim como ela é casado. Os dois iniciam uma amizade aparentemente inocente que aos poucos se torna em uma paixão indesejada por ambos, então eles começam um relacionamento amoroso secreto mas que por causa dos costumes conservadores acaba se tornando um relacionamento fadado ao fim.